# 孟表
孟表（435年—515年），字武达，济北郡蛇丘县（今山东省肥城市东南）人，南北朝北魏军事人物、官员。
青州、徐州落入北魏手中后，孟表渡江南下，在南朝齐为官，担任马头郡太守。魏孝文帝太和十八年（494年），孟表仍以马头郡归顺北魏，被任命为辅国将军、南兖州刺史，同时兼任马头郡太守，获封谯县侯，驻守涡阳。太和二十二年（498年），南朝齐豫州刺史裴叔业率军包围涡阳达六十多天。城中粮食耗尽，军民只能靠食用腐烂的皮革、草木的皮和叶子充饥，坚持防御作战。北魏镇南将军王肃解除对义阳的包围后返回，前来救援涡阳，裴叔业于是解除对涡阳的包围撤军。孟表因防御作战有功，被封为汶阳县开国伯。后转任征虏将军、济州刺史，还获得散骑常侍、光禄大夫之职，又晋升为平西将军。魏宣武帝末年，转任平东将军、齐州刺史。延昌四年（515年），孟表去世，享年八十一岁。被追赠安东将军、兖州刺史，谥号恭。他的儿子孟崇继承了爵位，官至昌黎、济北二郡太守。